# Rani (zangeres)
Shannon Sewrani Hilversum (Heerhugowaard, 21 maart 1999) beter bekend als haar artiestennaam Rani, is een Nederlands singer-songwriter van Surinaamse afkomst. Ze is het meest bekend van haar  bijdrage aan de hit Post Malone van Sam Feldt.

## Biografie
Shannon Hilversum ging op haar 6e op musicalles en kreeg daarna zangles. Later ging ze covers op Instagram plaatsen. In 2017 ontmoette ze zanger Olaf Blackwood, met wie ze al via Instagram contact had gehad. Ze schreven samen liedjes en via contacten van Blackwood kwam ze in contact met platenlabel en muziekuitgeverij Cloud 9 Music. Via Cloud 9 werkte ze mee aan het nummer Post Malone van Sam Feldt. Dit nummer werd een hit in verschillende landen, in Nederland bereikte het de 5e plaats in de top 40. In 2021 was dit nummer al 470 miljoen keer beluisterd op Spotify. Het succes van Post Malone werd bekroond met een Buma Award.
Hilversum werkte als zangeres en songwriter mee aan diverse house- en dancenummers. Zo verzorgde ze de zang op Finally van Jonas Blue en werkte ze mee aan Get Together van David Guetta. Daarnaast schreef ze mee aan Rock my Body van R3Hab, Inna en Sash! Ook werkte ze samen met Sunnery James & Ryan Marciano (Life After You), KREAM en Martin Jensen. 
In 2021 bracht ze haar debuutalbum 396 uit op platenlabel Sony Music Entertainment, voorafgegaan door de EP's EP3, EP9 en EP6 in 2020 en 2021. Belangrijke muziekstijlen op dit album zijn pop en r&b.

## Discografie

### Albums
| Titel  | Details             |
| ------ | ------------------- |
| Colors | - Uitgebracht: 2025 |

| Titel | Details                                               |
| ----- | ----------------------------------------------------- |
| 396   | - Uitgebracht: 2021 - Label: Sony Music Entertainment |

- MusicBrainz: 789f3f4b-fcbc-40d9-86e1-da8db60b5c7d